# Université d'York
Cet article concerne l'université d'York située à York en Angleterre. Pour l'université canadienne située à Toronto, voir Université York.
L'université d'York est une université pluri-disciplinaire britannique située à York, dans le Nord de l'Angleterre.
Fondée en 1963, l'université a acquis une solide réputation académique au cours de son demi-siècle d'existence. Elle est généralement classée parmi les 10 meilleurs établissements du Royaume-Uni et les 150 meilleurs au monde. En 2012, l'université a été invitée à rejoindre le Russell Group en reconnaissance de la qualité de son enseignement et de sa recherche.

## Présentation
Le campus de l'université d'York est situé dans un espace vert non loin du village d’Heslington, au sud-est du centre de la ville historique. Les bâtiments universitaires sont localisés autour d'un lac. En juin 2007, l'université a obtenu l'autorisation du City Council d’York de construire un nouveau campus adjacent au campus actuel, comprenant un lac, des marécages, des espaces publics et plusieurs nouveaux départements (Department of Film and Television, Department of Dentistry, Department of Pharmacy, Department of Law).
En 2001, le Daily Telegraph lui donne la deuxième place dans son classement universitaire, et elle fut nommée « l’université de l’année » en 2003 par le Sunday Times.
L'université possède une trentaine de départements qui couvrent différentes disciplines, en arts, sciences sociales, sciences naturelles, physiques et technologiques.

## Collèges
L'université d’York fonctionne sur la base d'une structure collégiale, et comprend huit collèges. Néanmoins, ces collèges n'ont pas l'autonomie des collèges oxfordiens et sont situés sur un même campus (à part King's Manor, le département d'archéologie et d'histoire ancienne, qui se situe au Nord-Est de la ville d’York).
- Derwent College, nommé d'après la rivière Derwent, fondé en 1965 ;
- Langwith College, nommé d'après Langwith Common, fondé en 1965 ;
- Goodricke College, nommé d'après l'astronome John Goodricke, fondé en 1968 ;
- Vanbrugh College, nommé d'après l'architecte John Vanbrugh, fondé en 1968 ;
- Alcuin College, nommé d'après le moine Alcuin, fondé en 1969 ;
- Wentworth College, nommé d'après l'homme politique Thomas Wentworth, fondé en 1972 ;
- James College, nommé d'après Eric James (en), le premier vice-chancelier de l'université, fondé en 1990 ;
- Halifax College, nommé d'après l'homme politique Lord Halifax, fondé en 2002 ;
- Constantine College, nommé d'après Constantin le Grand, fondé en 2014.

## Personnalités liées à l'université

### Professeurs
- Jane Hill

### Étudiants
- Sara Davies
- Sarah Gavron
- Genista McIntosh
- Molly Meacher
- Tom Scott